# Lake Bell
Lake Bell (ur. 24 marca 1979 w Nowym Jorku) – amerykańska aktorka, a także scenarzystka i reżyserka filmowa.

## Życiorys
Urodziła się w 1979 roku w Nowym Jorku. Jej rodzicami byli żyd Harvey Siegel i protestantka Robin Bell. Ojciec był właścicielem firmy projektowej Robin Bell Design. Ma starszego brata Luke’a i dwie przyrodnie siostry: Mackenzie i Courtney. Lake uczęszczała do szkół Chapin School w Nowym Jorku i Westminster School w Simsbury. Przez jakiś czas mieszkała w Vero Beach na Florydzie, gdzie uczęszczała do St. Edward's School. Później była uczennicą Skidmore College w Saratoga Springs. Następnie przeniosła się do Londynu, gdzie studiowała w szkole teatralnej Rose Bruford College. Tam debiutowała jako aktorka na deskach tamtejszych teatrów.
Jej kariera filmowa rozpoczęła się w 2002 roku, kiedy zagrała w filmie Speakeasy. Pierwszą znacząca rolą był udział w filmie I Love Your Work (2003). Najbardziej znana jest z roli Ashley w filmie Nawiedzona narzeczona z 2008 roku.

## Filmografia
- Speakeasy (2002)
- I Love Your Work (2003)
- Nawiedzona narzeczona (Over Her Dead Body, 2008)
- Co się zdarzyło w Las Vegas (What Happens in Vegas..., 2008)
- W cieniu chwały (Pride and Glory, 2008)
- To skomplikowane (It's Complicated, 2009)
- Jak to się robi w Ameryce (How To Make It In America, serial TV 2010-11)
- Sex story (No Strings Attached, 2011)
- Zróbmy sobie orgię (A Good Old Fashioned Orgy, 2011) jako Alison Lobel
- No Escape (2015) jako Annie Dwyer
- Harley Quinn (2019) glos Trujący Bluszcz